# Havlagah

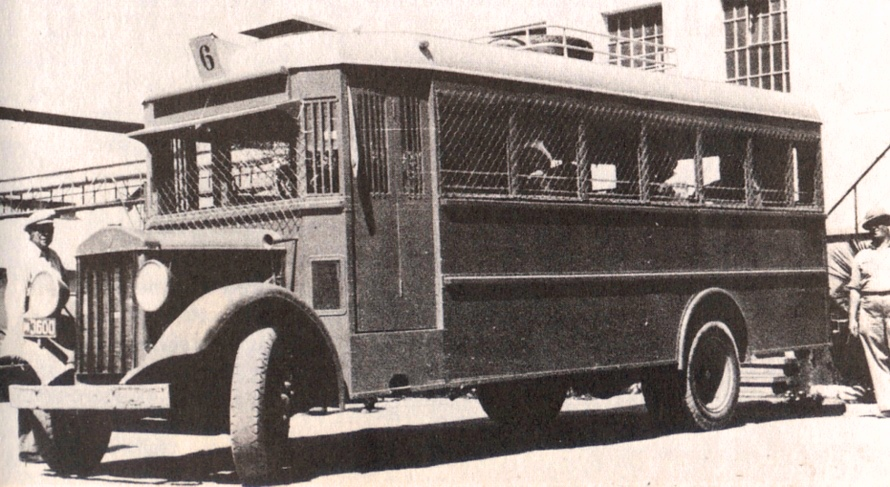
A revolta árabe de 1936–39 na Palestina. Um ônibus judeu equipado com telas de arame para proteção contra lançamento de pedras e granadas.

Havlagah (em hebraico:  ההבלגה, Hahavlagah, "A Restrição") foi uma política estratégica usada pelos membros da Haganah em relação à retribuição tomada contra grupos árabes que atacavam os assentamentos judaicos durante o Mandato Britânico da Palestina. Os seus princípios fundamentais eram a fortificação e a abstenção de vingança contra os árabes em atacar civis inocentes. A liderança política e muitos grupos sionistas de esquerda apoiaram a política de Havlagah.

## Apoio
Muitos líderes sionistas viam a Havlagah como uma política moral e uma fonte de orgulho para os judeus.

### Conselho Nacional Judaico da Palestina
O Conselho Nacional Judaico publicou um anúncio com a sua opinião sobre a Havlagah:

Não com o derramamento de sangue inocente o sangue dos nossos santos seria perdoado, mas com novos métodos para promover o nosso projeto e um objetivo sem fim de novas ações para a nossa liberdade. Para nossa profunda tristeza, Jerusalém viu ações de vingança contra os árabes, que mancharam a honra do assentamento judaico e colocaram em perigo a paz de Jerusalém. A reunião do conselho nacional... horrorizado com esses crimes, subvertendo os fundamentos morais do Judaísmo e do Sionismo, espalhando o ódio nas nações desta região e pode trazer uma tragédia para o assentamento judaico e toda a terra.

### Partido dos Trabalhadores da Terra de Israel
Berl Katznelson, um dos líderes do Mapai (o pré-Partido Trabalhista israelense), disse que a Havlagah é uma forma de autodefesa que significa "justiça da arma" (Tohar HaNeshek) e não fere vidas inocentes:

A Havlagah significa, nossa arma será pura. Aprendemos arma, portamos arma, resistimos a quem vem nos atacar, mas não queremos que nossa arma fique manchada com sangue de inocentes... A Havlagah é um sistema político e moral, causado pela nossa história e realidade, pelo nosso comportamento e pelas condições da nossa luta. Se não fôssemos leais a nós mesmos e adotássemos uma estratégia diferente, já teríamos perdido a luta há muito tempo.— Berl Katznelson
David Ben-Gurion, outro líder do Mapai, apoiou a Havlagah por razões mais práticas. Ele observou que a contenção trará boas relações com a Grã-Bretanha e um sentimento positivo à ideologia sionista no mundo, o que ajudará nos esforços para a colonização judaica:

Por razões políticas não deveríamos agir como os árabes... Os árabes estão a lutar contra a Inglaterra, e o seu interesse político é lutar contra a Inglaterra porque querem bani-la da terra que acreditam lhes pertencer. Não queremos banir a Inglaterra, pelo contrário, queremos aproximá-la desta terra, atraí-la, fazê-la comprar esta terra e ajudar-nos a regressar à Terra de Israel.— David Ben-Gurion

### Rabinato Chefe de Israel
Yitzhak HaLevi Herzog, o Rabino Chefe Ashkenazi, disse:

Estamos agora numa posição muito difícil... eu disse a um homem que veio discutir comigo; Se eu for baleado e me tornar um moribundo, ordenarei a todo Israel e ao Yishuv que tenham cuidado e se abstenham de quaisquer ações de vingança. Não devemos aprender o caminho dos violentos não-judeus. O que alcançamos em dois anos? Uma grande conquista, Kiddush Hashem, e aqui na Terra de Israel o Yishuv mostrou durante dois anos um espírito puro, deu uma expressão para este instituto judaico, sim, esta é uma grande conquista...— Yitzhak HaLevi Herzog

## Rejeição
Os membros do Irgun, agindo contra a agressão árabe e violando a decisão do assentamento judaico, referiram-se a si mesmos como "quebradores da Havlagah". A visão deles era atacar em autodefesa. Além disso, a política do Irgun conduziu a ações de vingança contra árabes inocentes, em resposta ao terrorismo árabe.

### Ze'ev Jabotinsky
Ze'ev Jabotinsky, líder do movimento Revisionista disse:

...Mencionei a palavra “Havlagah”, uma palavra rara, nunca ouvida antes na língua hebraica moderna e cotidiana na Terra de Israel. Parece que esta palavra é agora a palavra mais comum e odiada na Terra de Israel... Os judeus não deveriam distorcer os fatos e reclamar. Na Terra de Israel há jovens ativistas políticos de esquerda e de direita que não têm medo de entrar em confronto com os soldados britânicos, que os obrigam a agir como covardes. Eles não temem pelas suas próprias vidas, eles temem pela destruição da declaração Balfour de 1917 e pela violação da aliança entre a Inglaterra e o povo judeu...

Qualquer povo indígena lutará contra os colonos estrangeiros, desde que acredite que há uma chance de se livrar do perigo dos assentamentos estrangeiros. É assim que os árabes na Terra de Israel estão agindo e agirão no futuro, desde que tenham a centelha em seus corações de que poderão impedir a transformação da Palestina na Terra de Israel... Portanto, o nosso assentamento pode (apenas) crescer sob uma força que não depende da população local, atrás de um “muro de ferro” que a população local não poderia quebrar.— Ze'ev Jabotinsky

### Irgun
David Raziel, comandante do Irgun, disse que a reação violenta porá fim ao terrorismo árabe, porque os árabes hostis "compreendem apenas o poder":

O terrorismo árabe e o seu leal amigo; a moderação judaica criou uma situação em que um judeu deve evitar muitos empregos porque a morte o esperava nas estradas, enquanto um árabe poderia ir a qualquer lugar que quisesse em liberdade e fazer tudo o que desejasse, mesmo num ambiente puramente judeu. Foi assim que a vida financeira dos judeus sofreu enquanto os árabes continuaram com as suas vidas e empregos normais. Somente ações defensivas nunca trarão a vitória. Se o propósito da guerra é quebrar o espírito do inimigo, é impossível sem quebrar o seu poder, por isso é óbvio que apenas ações defensivas não são suficientes...

Todos esses cálculos levam a uma conclusão: quem não quer ser derrotado não tem outra opção senão atacar... ele deveria atacar seu inimigo e quebrar seu poder e desejo. Antes que o inimigo ataque, ele deve neutralizar a capacidade de ataque do inimigo...— David Raziel
Parte de uma proclamação 5 meses antes da Guerra Árabe-Israelense de 1948:
“Acabe com a autodefesa passiva! Iremos aos ninhos dos assassinos e eliminá-los! Não temos disputas com o povo árabe. Buscamos a paz com as nações próximas. Mas cortaremos as mãos dos assassinos sem piedade. E os assassinos não são apenas desordeiros árabes inflamados, eles são também – ou principalmente – emissários de simpatizantes nazistas na Grã-Bretanha”.

## Impacto
Ariel Sharon, logo após a sua eleição como primeiro-ministro israelense nas eleições de 2001, expressou uma resposta inesperada ao terrorismo palestino, declarando que "Restrição é Poder". Nas primeiras duas semanas de liderança de Sharon, 20 civis israelenses foram mortos por ataques terroristas e Sharon sofreu sérias críticas de colegas membros do Likud, como Benjamin Netanyahu. Neste período os ataques terroristas contra Israel (como o massacre do Dolphinarium) aumentaram. No discurso nacional de Sharon em fevereiro de 2002, ele disse:

Sei que não é fácil falar hoje em dia, mas continue sendo paciente. Eu disse que contenção é poder e digo hoje – insistência também é poder. Já provamos isso. É difícil para nós – para mim – mas peço que continuem com isso (a moderação). A situação financeira e a situação de segurança não são fáceis, mas juntos, e só juntos, podemos superá-la.— Ariel Sharon
Pouco depois de março de 2002, quando 130 civis israelitas foram mortos por ataques terroristas, Israel iniciou a Operação Escudo Defensivo.